# بونیاتیان
بونیاتیان (زبان ارمنی: Բունիաթյան), یکی از نام‌های خانوادگی رایج در میان ارمنیان می‌باشد.
- آرمن بونیاتیان
- اوری بونیاتیان